# A Rainha do Ignoto

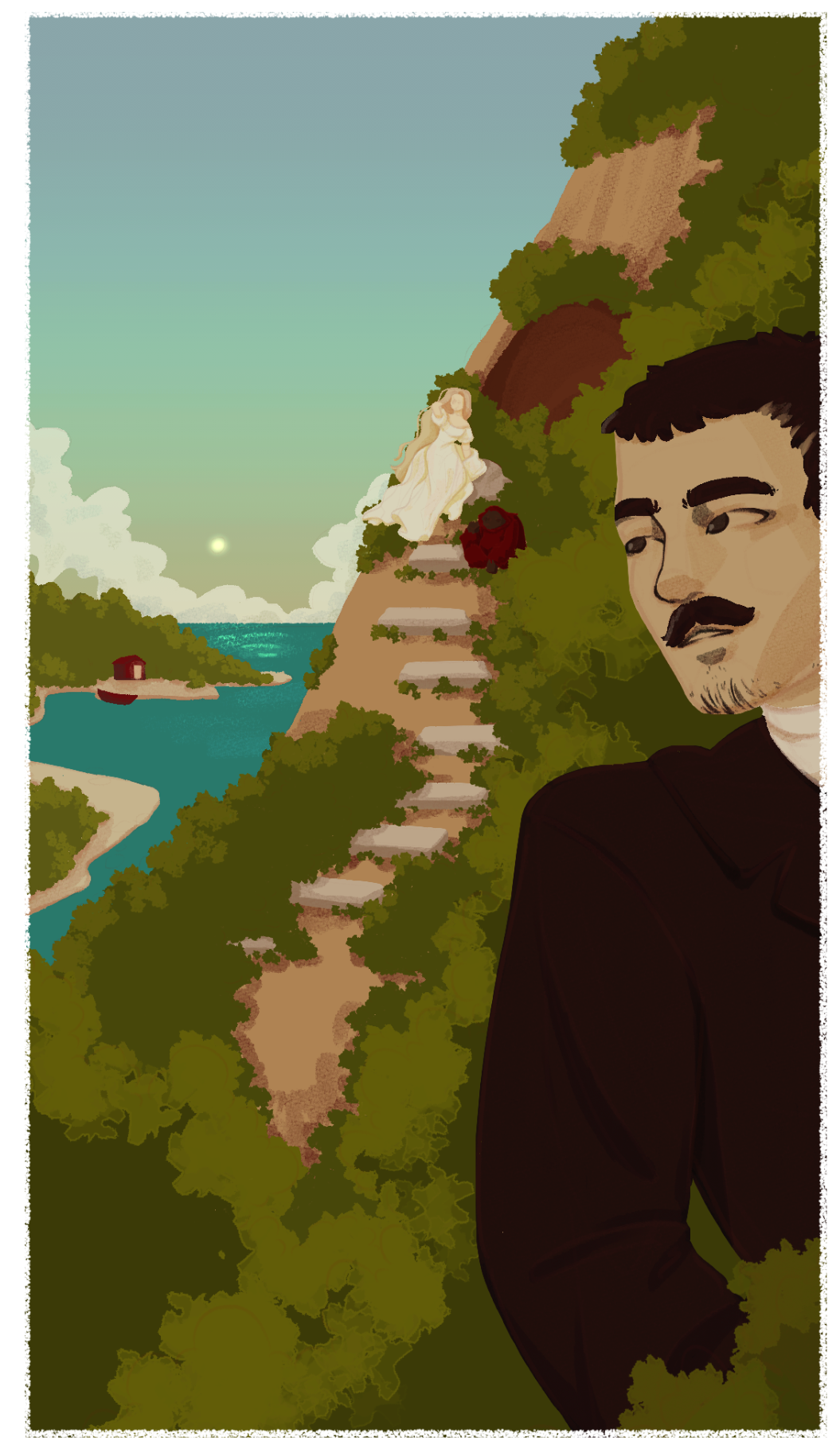
Ilustração de autoria de gio kaori inspirada por A Rainha do Ignoto

A Rainha do Ignoto é a primeira obra longa de fantasia e ficção científica brasileira, criada pela cearense Emília Freitas em 1899. Em 2003, o romance foi republicado utilizando uma ilustração de Alphonse Mucha. Em outubro de 2019, a Editora Wish fez uma campanha de financiamento coletivo no site Catarse para republicar A Rainha do Ignoto junto com A Filha do Rei de Elfland  de Lord Dunsany (1924). No mesmo ano, a Editora 106 também relançou o romance.

## Sinopse
Discorrendo sobre temas relacionados à alma feminina e à situação das mulheres na sociedade patriarcal, o romance revela uma sociedade secreta de mulheres, hierarquicamente organizada em uma ilha, denominada Ilha do Nevoeiro, governada por uma rainha que recrutava mulheres a partir do sofrimento vivenciado por elas no cotidiano. A Rainha do Ignoto é uma curiosa narrativa que, lembrando velhas lendas, recria num clima de mistério a beleza dos contos europeus. O grande interesse do livro está na criação de uma comunidade utópica de mulheres, uma comunidade perfeita, a das chamadas paladinas que só fazem o bem e só buscam ajudar aos perseguidos.